# Punch Club
Punch Club (прежнее название — VHS Story) — компьютерная игра в жанре спортивного симулятора, разработанная российской командой разработчиков Lazy Bear Games и изданная tinyBuild. Выпуск игры для PC состоялся 9 января 2016 года. Версия для Nintendo 3DS вышла 19 января 2017 года в Северной Америке и 2 февраля того же года в Европе. Выпуск версий игры для консолей PlayStation 4 и Xbox One состоялся 28 марта 2017 года. 24 мая 2018 появилась версия Punch Club для Nintendo Switch.
Игрок играет за боксёра, который занимается на тренажёрных аппаратах и развивает свои физические способности, представленные тремя показателями: сила, ловкость и выносливость. Помимо этого, управляемый спортсмен участвует в профессиональных боксёрских чемпионатах или в подпольных боях, продвигаясь дальше в боксёрской лиге.
По сюжету перед началом игры отец главного героя был застрелен в переулке, что побудило мальчика начать тренироваться и участвовать в боксёрских состязаниях с целью отомстить убийце. Продвигаясь по карьерной лестнице, главный герой узнаёт о «человеке в чёрном», который нанимает самых лучших бойцов для турнира на далёком острове. Главный герой побеждает всех и попадает на турнир человека в чёрном, где одерживает победу над представленными ему боксёрами и узнаёт, что человеком в чёрном являлся его отец.
Изначально проект имел название VHS Story, но впоследствии был переименован. Игра разработана российской командой разработчиков, состоящей из трёх человек. Всем её членам на момент разработки было около 30 лет, в связи с чем они росли на фильмах и мультфильмах 80-х и 90-х годов, элементы которых впоследствии внесли в игру в виде пасхальных яиц.
На сайте-агрегаторе оценок Metacritic версия игры для персональных компьютеров имеет 73 балла из 100. Игра получила смешанные отзывы от журналистов, которые оценили пиксельное графическое оформление и отсылки к ретрофильмам и мультфильмам, однако многие критиковали Punch Club за геймплей, который они посчитали «скучным и монотонным». Помимо этого, некоторые рецензенты неоднозначно отнеслись к боевой системе.

## Игровой процесс
Punch Club — игра в жанре спортивного симулятора, в которой игрок управляет безымянным боксёром, пытающимся отомстить убийце своего отца и продвинуться в своей спортивной карьере. В течение 24 игровых часов игрок посещает различные локации, среди которых есть места для работы, где можно заработать деньги, тренажёрный зал, где герой улучшает свою физическую форму, магазин для покупки еды и прочие внутриигровые зоны.
У персонажа есть три навыка, которые для успешного прохождения нужно держать в форме. К ним относятся сила, определяющая эффективность удара персонажа, ловкость, необходимая для сдерживания оппонента, и выносливость, определяющая запас сил, необходимых для удара. Персонаж обладает и другими показателями, за которыми игроку необходимо следить: очками здоровья, голода, счастья и энергии. Если некоторые из них достигают нуля, то персонаж лишается некоторой способности к действию — так, если исчерпан показатель голода, то игрок не сможет тренироваться и проводить поединки. Восполнение значений этих параметров возможно посредством определённых игровых действий (например, можно поесть и восполнить утолить голод, или поспать, что увеличит показатель энергии). Также в игре имеется древо ударов, которые игрок может разблокировать и применять во время боя.
Выходя на ринг игрок выбирает, в какой области управляемый им персонаж будет развивать свою спортивную карьеру — в боксёрской лиге или же в подпольных боях. Перед началом боя игроку предоставляется возможность осмотреть противника, и, основываясь на особенностях ведения поединка оппонента, игрок может выбрать приёмы, которые будет использовать против него. Между раундами выбранные удары можно поменять. Отличительной чертой сюжетных ходов игры является наличие множества отсылок к боевикам 1980-х и 1990-х годов, в числе которых были фильмы «Рокки», «Бойцовский клуб» и «Черепашки-ниндзя».

## Сюжет
Сюжет начинается с того, что отец главного героя был застрелен в переулке и молодой боксёр остался сиротой. До достижения совершеннолетия он был усыновлён полицейским по имени Фрэнк. Во время поисков работы на главного героя совершается нападение, в ходе которого он терпит поражение. Наблюдая за потенциалом боксёра, старик по имени Мик направляет тренироваться его в местный тренажёрный зал. Главный герой проходит обучение и принимает участие в бою малой боксёрской лиги, а также в боях подпольного бойцовского клуба. Во время участия одного из поединков боксёр случайно замечает мужчину в плаще, идентифицированного как «человек в чёрном». Владелец подпольного бойцовского клуба объясняет герою, что «человек в чёрном» ищет самых лучших бойцов для участия в турнире на далёком острове. В зависимости от действий игрока персонаж может последовать одному из двух путей: участвовать в турнире чемпионата по боксу, чтобы получить профессиональную боевую карьеру, либо будет участвовать в подпольном турнире, чтобы начать служить местному криминальному авторитету по имени Дон.
История развивается в зависимости от выбора игрока по двум сюжетным аркам. Если боксёр завершил боксёрский чемпионат, то в конце концов он получил травму, в результате чего боксёр Рой Джексон займёт его место. Рой будет убит во время боя с российским бойцом, что побудит боксёра после выздоровления начать сражаться в России. Если же боксёр решает сражаться в подпольном турнире, то он попадает в тюрьму после неудачной сделки на чёрном рынке и будет бороться за освобождение в тюремных битвах. Независимо от выбранного пути, игрок узнает от своего друга по имени Мик, что его отец обладал медальоном, который он разломал на две части, что и привело к трагическим последствиям. В ночь убийства отца одного из его друзей обвинили в совершении преступления и заключении под стражу, несмотря на то, что он лишь обнаружил уже мёртвое тело.
Вскоре после завершения карьеры в России или в тюрьме боксёр создаст карьеру бойца, выступая в профессиональном ранге, или станет исполнителем заказов для преступной группировки Дона. Вскоре после победы над соперниками в соответствующем пути, человек в чёрном пригласит боксёра на далёкий остров, где будет сражаться в финальном бою. Игра заканчивается тем, что после которого он узнает, что «человек в чёрном» на самом деле и был его отцом.

## Разработка и выпуск
Punch Club была разработана группой разработчиков из трёх человек из Санкт-Петербурга под названием Lazy Bear Games, которые изначально назвали свой проект VHS Story (Video Hero Super Story). В своём интервью один из разработчиков Святослав Черкасов сказал, что членам команды в 2015 году было около 30 лет, и они выросли на играх Nintendo, Sega Genesis, мультфильмах «Черепашки-ниндзя» и боевиках 80-х и 90-х годов. В фазе сражений игры студией было принято решение не предоставлять игроку контроль над битвой. Выбор ударов сделал игру похожей на стратегию, давая возможность корректировать тактику ведения боя в соответствии с особенностями противника. Разработчики не стали давать игроку прямого контроля над персонажем, поскольку считали интересным наблюдение игрока за боем.
В декабре 2014 года вышла альфа-версия Punch Club для компьютеров под управлением Microsoft Windows, и в дальнейшем планировалось первой выпустить игру на этой платформе. В то же время, рассматривался потенциал для портирования, так как использовался кросс-платформенный игровой движок Unity. Разработчики стремились стимулировать предварительные заказы в дополнение к другим источникам финансирования. В январе 2015 года игра была запущена в Steam Greenlight и, по словам Святослава Черкасова, в течение пяти дней была одобрена для выпуска в магазине Steam. Благодаря этому Punch Club стала одной из игр, получивших самое быстрое одобрение.
Для популяризации игры издатель игры tinyBuild создал мероприятие Twitch Plays Punch Club, похожее на Twitch Plays Pokémon, в котором зрители на своем канале Twitch могли вводить команды для управления персонажем в игре. Мероприятие началось 7 января 2016 года, где было обещано зрителям, что после того, как те пройдут игру, то издатели сразу же опубликуют игру. Зрители успешно прошли игру за 36 часов, и, как и обещалось, игра была официально выпущена 9 января.
В феврале 2016 года Lazy Bear и tinyBuild объявили, что продажи игры составили 250 000 копий на всех платформах, а выручка составила более 2 миллионов долларов. Оглядываясь на этот финансовый успех, разработчики огласили о планируемом выпуске в марте 2016 года бесплатного дополнения, в которое вошли программные исправления игры и предоставлена возможность интеграции с Twitch, и это дало возможность игрокам делать ставки в виртуальной валюте. В 2017 году издатель Punch Club tinyBuild объявил, что они вместе с разработчиками планируют выпустить версии игры для PlayStation 4 и Xbox One. Выход состоялся 28 марта 2017 года. 19 января 2017 года Punch Club вышел на Nintendo 3DS для жителей Северной Америки и 2 февраля того же года в Европе. 24 мая 2018 года Punch Club была издана для Nintendo Switch.

## Восприятие
| Сводный рейтинг    | Сводный рейтинг | Сводный рейтинг | Сводный рейтинг | Сводный рейтинг |
| Издание            | Оценка          | Оценка          | Оценка          | Оценка          |
| Издание            | iOS             | Switch          | PC              | Xbox One        |
| ------------------ | --------------- | --------------- | --------------- | --------------- |
| GameRankings       | N/A             | N/A             | 71,00 %         | N/A             |
| Metacritic         | 77/100          | 62/100          | 73/100          | 76/100          |
| Иноязычные издания |                 |                 |                 |                 |
| Издание            | Оценка          | Оценка          | Оценка          | Оценка          |
| Издание            | iOS             | Switch          | PC              | Xbox One        |
| Eurogamer          | N/A             | N/A             | 8/10            | N/A             |
| Hardcore Gamer     | N/A             | N/A             | 4,5/5           | N/A             |
| IGN                | N/A             | N/A             | 7/10            | N/A             |
| TouchArcade        | N/A             | N/A             | 4,5/5           | N/A             |
| Generacion Xbox    | N/A             | N/A             | N/A             | 7,8/10          |
| Pocket Tactic      | 2/5             | N/A             | N/A             | N/A             |
| 148Apps            | 4/5             | N/A             | N/A             | N/A             |
| DarkStation        | N/A             | N/A             | 2/5             | N/A             |
| Switch Player      | N/A             | 3/5             | N/A             | N/A             |

Версия Punch Club для персональных компьютеров получила 73 баллов из 100 на сайте-агрегаторе рецензий Metacritic. Версия для iOS получила 77 баллов, для Nintendo 3DS — 68 баллов, для Xbox One — 76 баллов и 62 балла из 100 для Nintendo Switch.
Джейкоб Херольд из IGN похвалил пиксельную графику работы и множество отсылок, однако он отметил, что игре не хватает баланса с противниками. Рецензент Eurogamer также оценил отсылки в игре, однако развитие персонажа ему показалось слишком медленным. Алекс Конноли из Pocket Tactic, также как и Джейкоб Херольд из IGN, положительно отметил графическую составляющую игры, однако игровой процесс показался ему не таким интересным, каким, в его представлении, он мог быть в случае переориентирования жанра в карточную игру. Джон Фиско из DarkStation негативно воспринял долгий процесс развития навыков персонажа, поскольку, по его мнению, это не сказывалось должным образом на результатах поединков. Чез Миллер из издания Twinfinite, напротив, похвалил глубокую систему разблокируемых ударов, а также оценил «симулятор баланса жизни» и интересный мистический сюжет.
В 2014 году Punch Club получила гран-при на конкурсе разработчиков игр Games Jam от издания Канобу.
Летом 2018 года, благодаря уязвимости в защите Steam Web API, стало известно, что точное количество пользователей сервиса Steam, которые играли в игру хотя бы один раз, составляет 541 121 человек.